# Bor (rejon charowski)
Bor (ros. Бор) – wieś w Rosji, w rejonie charowskim obwodu wołogodzkiego. W 2010 r. liczyła 4 mieszkańców.